# Zöld anakonda
A zöld anakonda vagy nagy anakonda (Eunectes murinus) az óriáskígyófélék (Boidae) családjába és a valódi boák (Boinae) alcsaládjába tartozó vízi kígyófaj.

## Előfordulása
A zöld anakonda Dél-Amerika trópusi területein elterjedt, az Andok vonulatától keletre, főleg az Amazonas és az Orinoco vízgyűjtő területein, illetve a Guyanákon. Elsősorban vízben él, de a szárazföldön is vadászik. A lassú folyású és az állóvizeket kedveli, míg a gyors folyásúakat inkább kerüli. Gyakran megtalálható az alámosott homokos partszakaszok alatti üregekben, csakúgy, mint a sekély vízben pihenve, vagy éppen a homokos parton  napfürdőzve. A vízi életmódhoz való alkalmazkodását mutatja, hogy az orrlyukai és szemei a fej tetejére tolódva helyezkednek el. Vízben és szárazföldön egyaránt sebesen halad, alkalomadtán döbbenetesen fel tud gyorsulni. A szárazföldön elég lomhán mozog nagy testsúlya miatt.

## Megjelenése

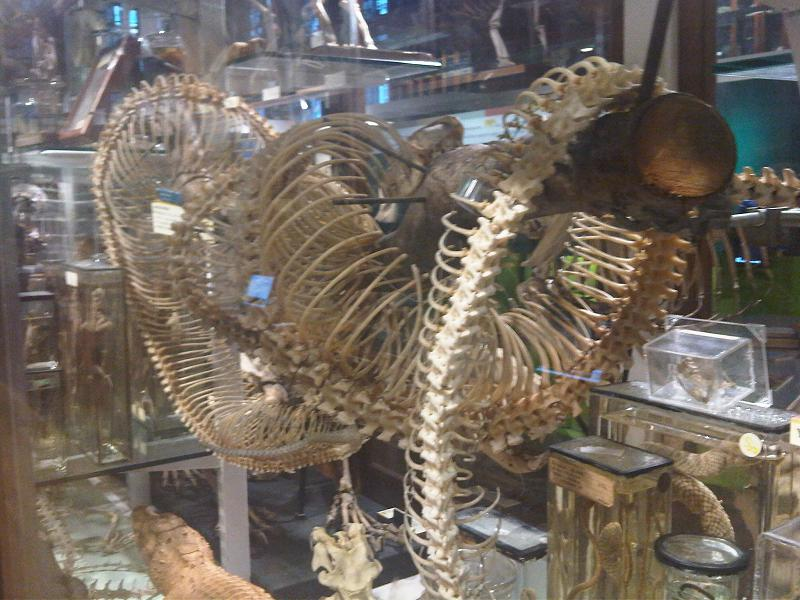
A zöld anakonda csontváza

Talán a leghíresebb és leghírhedtebb kígyófaj, ami a nagysága alapján nem is véletlen, hiszen a világ legnagyobb tömegű kígyója, és egyben az egyik leghosszabb is. Az utóbbi megtisztelő rang elnyerésében komoly vetélytársa a délkelet-ázsiai kockás piton (Python reticulatus). A leghitelesebb adat az utóbbi mellett szól, viszont egy kevésbé hiteles az anakondát hozza ki győztesen. Ugyanis egy vadász beszámolója szerint a kolumbiai határon 1944-ben lemért egy elejteni vélt egyedet, amely 11,43 m volt, csak a zsákmány utóbb feléledt és elmenekült. Az anakondák vaskos testalkata viszont a nagyságbeli elsőséget biztosítja. Egy kifejlett anakonda egyes becslések szerint a 7,5 m-t és a 136–180 kg-ot, míg más becslések szerint akár a 8,8 m-t és a 227 kg-ot is elérheti, a legnagyobb ténylegesen lemért példány azonban csak 5,21 m hosszú és 97,5 kg tömegű volt. Mendemondák szólnak ennél sokkal nagyobb egyedekről is, azonban bizonyítékot még nem sikerült felmutatni 30-50 méteres óriás anakondák (sucuriju) létezésére. Az évmilliókkal ezelőtt élt és az eddigi legnagyobb valaha volt kígyófajnak számító titánboa is legfeljebb 12,8 m-esre nőhetett.
Maga az anakonda szó tamil eredetű, az „anakoila” elefántgyilkost jelent. Az első spanyol telepesek még „matatoro”-nak nevezték, amelynek jelentése a szintén félelmet keltő bikagyilkos. A másik elterjedt elnevezése a vízi boa, amely a többi nagy óriáskígyótól eltérő vízikígyó mivoltára utal.

## Életmódja

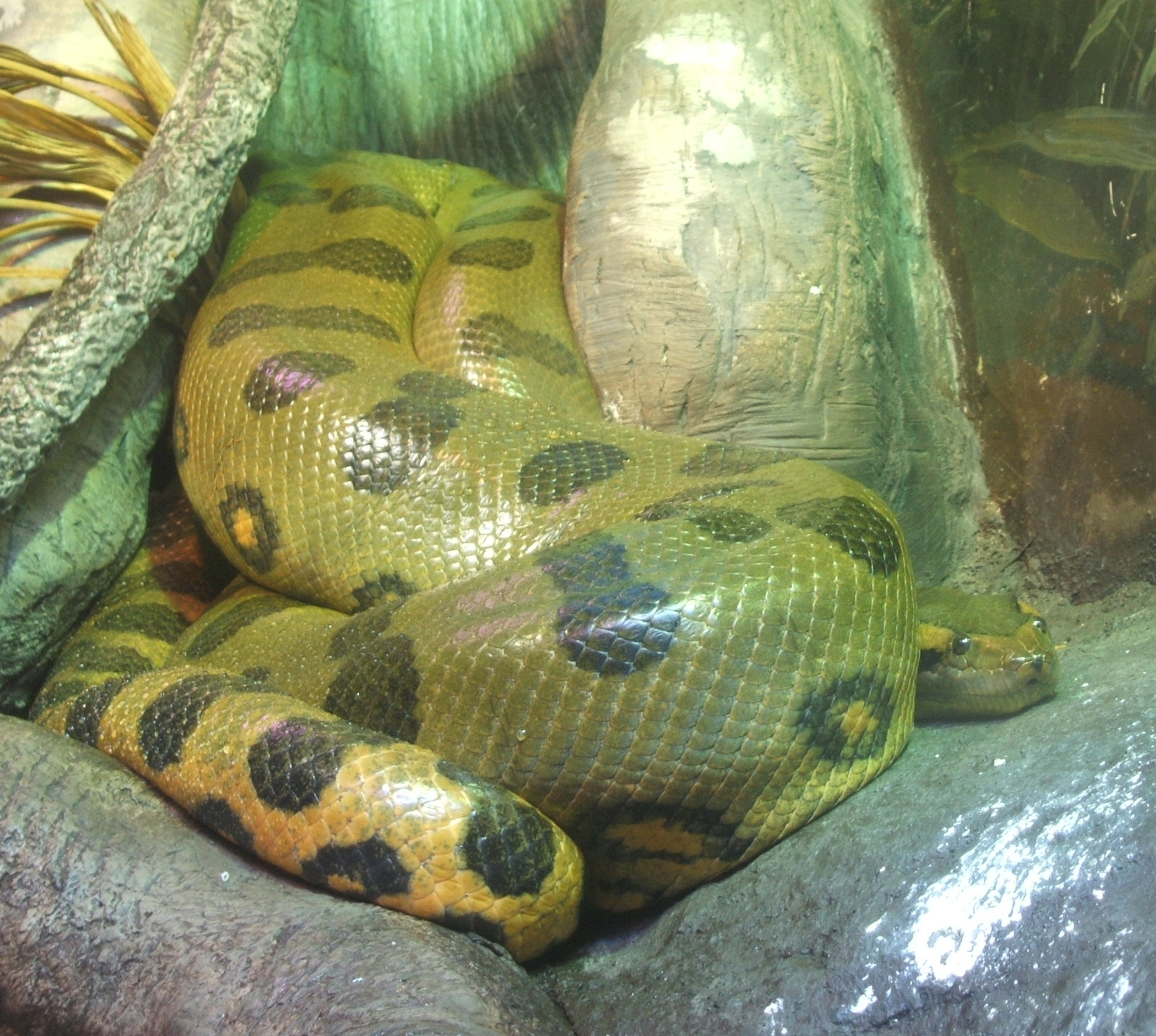

Elsősorban éjszakai életmódot folytat. A szárazföldön vadászva is a víz közelében marad. A nagyságának megfelelő gerincesekre vadászik, a nagyobb egyedek akár kajmánokat, kapibarákat, tapírokat és pekarikat is elejthetnek. Egyes megfigyelések szerint jaguárral is összecsaphat, amely harcnak a kimenetele azonban már kétesélyes. Az emberre veszélyes, a támadásairól több beszámoló szól, bár bizonyított halálesetről egy sem. Legáltalánosabb vadászmódszere a krokodilokéra emlékeztet, a vízfelszínhez közel lesben állva várja, hogy egy állat a vízbe lépjen, vagy inni próbáljon. Zsákmányát rendszerint a fején ragadja meg erős állkapcsával és sok, hegyes fogával, majd gyorsan körültekeri. A tévhittel szemben áldozatát nem összeroppantja, hanem megfojtja. Annak minden egyes kilégzésénél ugyanis egyre szorosabban öleli, míg az végül nem tud levegőt venni. A zsákmányát – hasonlóan a többi kígyóhoz – egészben nyeli el. Kiakasztható állkapcsának megfelelően a fejénél jóval nagyobb átmérőjű eledellel is elbír. Hogy akadálymentesen jusson át a torkán, mindig a fejnél kezdi a nyelést, amelyet izmainak hullámszerűen végighaladó összehúzódásával is elősegít. A hatalmas lenyelt testeket lassan emészti, ilyenkor pihenésre van szükségre, amely több napot, sőt akár több hetet is igénybe vehet. Ekkor kissé kiszolgáltatottá válnak az óriáskígyók, ezért biztos menedéket próbálnak keresni. Egy-egy kiadósabb falatozást követően azonban sokáig, akár több hónapig sincs szükségük újabb vadászatra. A leghosszabb koplalási időszak, amit feljegyeztek, két év volt.

## Szaporodása

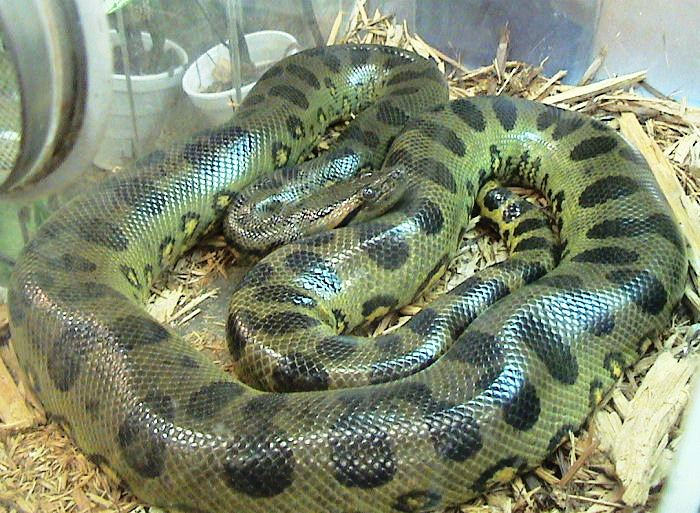

A zöld anakondák párzási időszaka áprilistól májusig tart. A nőstények ekkor valóságos feromonösvényt hagynak maguk után, amely vonzza a hímeket. A kémiai fegyvertár légi úton terjedő illatanyagokat is magába foglal, amely megmagyarázza azt, hogy a hímek nemcsak a nőstény útvonalának irányából, hanem máshonnan is gyülekeznek a párzásra. A találkozást szertartásos küzdelem követi, amelyben gyakran több hím is részt vesz, egyszerre akár 12 is körülölelheti a nőstényt. 2-4 hétig úgy néznek ki, mint egy nagy labda, amelyen belül lassú birkózás folyik a párzás jogáért. Természetesen a legerősebb nyer, bár előfordulhat, hogy a nőstény maga választja ki a párját, vagy éppen utasít el egyeseket – megteheti, mivel rendszerint jóval nagyobb a hímeknél. A párzás maga rendszerint a vízben zajlik. A vemhesség 6 hónapig tart, amely alatt a nőstények ugyanúgy táplálkoznak, mint addig. Viszont az együtt tartott hímek a párzási időszakban sokszor visszautasítják az eledelt.
Az anakonda álelevenszülő, a nőstények akár 100 kicsit is világra hozhatnak. A kis anakondák 70-80 centiméter hosszúak, így meglehetősen védtelenek a ragadozókkal szemben. Legtöbbjük áldozatul is esik a kajmánoknak, ragadozómadaraknak és más kígyóknak. Ezért olyan gyorsan nőnek, amilyen gyorsan csak lehet, amíg 2-3 évesen el nem érik az ivarérettségüket. Ezután növekedésük is lelassul, bár életük végéig tart. Átlagos élettartamuk 10 év, de 30 évig is élhetnek.

## Egyéb
Az anakondák fogságban is agresszívek maradnak, ami az erejükkel párosulva nagyon veszélyessé teszi őket, ezért hobbiállatként való tartásuk nem javasolt.
Állatkertekben nem számít ritka fajnak, bár Magyarországon csak a Fővárosi Állat- és Növénykertben, a Nyíregyházi Állatparkban és a Pécsi Állatkertben látható. Ezek mellett a győri Xantus János Állatkert belvárosi kiállításán, a Füles Bástyában is megtekinthető egy 4 méteres példány.